# Nati nel 1714
| Questa pagina contiene informazioni ricavate automaticamente dalle voci biografiche con l'ausilio del template Bio e di un bot. L'aggiornamento è periodico e automatico e ricostruisce completamente la pagina. Se manca una persona in questa lista, sei pregato di non aggiungerla, ma accertati piuttosto che la sua voce biografica contenga il template Bio e che i dati anagrafici siano correttamente compilati. Se il template Bio manca, inseriscilo tu stesso o, in alternativa, metti l'avviso {{tmp\|Bio}} che ne segnala la mancanza. Se i dati riportati sono sbagliati, correggi direttamente la voce biografica; le modifiche saranno visibili in questa lista entro pochi giorni. Per chiarimenti vedi il progetto biografie. La lista contiene solo le 125 persone che sono citate nell'enciclopedia e per le quali è stato implementato correttamente il template Bio. Pagina aggiornata al 2 mag 2025. |

## Gennaio(10)
- 1º gennaio - Kristijonas Donelaitis, scrittore lituano († 1780)
- 1º gennaio - Giovanni Battista Mancini, cantante castrato italiano († 1800)
- 6 gennaio - Percivall Pott, chirurgo britannico († 1788)
- 9 gennaio - Elisabeth Stierncrona, contessa e scrittrice svedese († 1769)
- 14 gennaio - Philippe Caffieri, scultore francese († 1774)
- 16 gennaio - François de Beauharnais, nobile e ufficiale francese († 1800)
- 21 gennaio - Anna Morandi Manzolini, anatomista e scultrice italiana († 1774)
- 24 gennaio - Joseph-Henri Bouchard d'Esparbez de Lussan, generale e diplomatico francese († 1788)
- 24 gennaio - Angiolo Tavanti, giurista e politico italiano († 1781)
- 26 gennaio - Jean-Baptiste Pigalle, scultore francese († 1785)

## Febbraio(10)
- 2 febbraio - Giovanni Battista Audiffredi, monaco cristiano, bibliotecario e astronomo italiano († 1794)
- 2 febbraio - Gottfried August Homilius, compositore e direttore di coro tedesco († 1785)
- 3 febbraio - Pier Alessandro Guasco, generale italiano († 1780)
- 5 febbraio - Johann Gottlieb Gleditsch, botanico tedesco († 1786)
- 11 febbraio - Karl Wilhelm Finck von Finckenstein, diplomatico e politico prussiano († 1800)
- 25 febbraio - René Nicolas de Maupeou, magistrato e politico francese († 1792)
- 25 febbraio - Hyde Parker, ammiraglio britannico († 1782)
- 26 febbraio - Biagio Bellotti, pittore, architetto e organista italiano († 1789)
- 26 febbraio - James Hervey, presbitero, teologo e letterato inglese († 1758)
- 28 febbraio - Gioacchino Conti, cantante castrato italiano († 1761)

## Marzo(10)
- 1º marzo - Aleksandr Aleksandrovič Menšikov, nobile e ufficiale russo († 1764)
- 2 marzo - John Hamilton, marinaio britannico († 1755)
- 6 marzo - Jean-Baptiste-Marie Pierre, pittore francese († 1789)
- 7 marzo - Carlo Tommaso di Löwenstein-Wertheim-Rochefort, nobile tedesco († 1789)
- 8 marzo - Carl Philipp Emanuel Bach, compositore, organista e clavicembalista tedesco († 1788)
- 24 marzo - Emanuele Duni, giurista e filosofo italiano († 1781)
- 24 marzo - Carlo Giovanni Testori, compositore e violinista italiano († 1782)
- 25 marzo - Friedrich Christian Glume, scultore tedesco († 1752)
- 27 marzo - Francesco Antonio Zaccaria, presbitero, storico e scrittore italiano († 1795)
- 31 marzo - Domenico Morelli, vescovo cattolico e letterato italiano († 1804)

## Aprile(7)
- 8 aprile - Zeynep Sultan, principessa ottomana († 1774)
- 16 aprile - Domenico Balestrieri, poeta italiano († 1780)
- 17 aprile - Michelangelo Schiavoni, pittore, incisore e restauratore italiano († 1772)
- 18 aprile - Carlo Antonio Bianchi, pittore italiano
- 18 aprile - Henri Philippe de Chauvelin, abate francese († 1770)
- 22 aprile - Giovanni Battista Negrone, doge († 1771)
- 25 aprile - Emmeric de Vattel, giurista, diplomatico e filosofo svizzero († 1767)

## Maggio(8)
- 5 maggio - Onofrio del Grillo, funzionario italiano († 1787)
- 6 maggio - Anton Raaff, tenore tedesco († 1797)
- 10 maggio - Sophie Charlotte Ackermann, attrice teatrale tedesca († 1792)
- 13 maggio - Vittorio Amedeo Ghilini, nobile e politico italiano († 1766)
- 17 maggio - Anna Carlotta di Lorena, badessa († 1773)
- 20 maggio - Henry Bathurst, II conte Bathurst, avvocato e politico inglese († 1794)
- 20 maggio - Alessandro Papacino D'Antoni, militare italiano († 1786)
- 26 maggio - Giovanni Antonio Galliari, pittore e scenografo italiano († 1783)

## Giugno(8)
- 6 giugno - Giuseppe I del Portogallo, re portoghese († 1777)
- 9 giugno - Giovanni Antonio Battarra, naturalista e micologo italiano († 1789)
- 9 giugno - Giacomo Carrara, storico dell'arte, collezionista d'arte e nobile italiano († 1796)
- 11 giugno - Charles-Antoine Leclerc de La Bruère, drammaturgo e storico francese († 1754)
- 17 giugno - César-François Cassini, astronomo francese († 1784)
- 22 giugno - Giovanni Francesco Pagnini, economista e storico italiano († 1789)
- 23 giugno - Joachim Georg Darjes, filosofo, giurista e economista tedesco († 1791)
- 25 giugno - Nicolaus de Béguelin, fisico, scrittore e matematico svizzero († 1789)

## Luglio(6)
- 2 luglio - Christoph Willibald Gluck, compositore tedesco († 1787)
- 12 luglio - Michail Illarionovič Voroncov, politico russo († 1767)
- 16 luglio - Giorgio Giulini, nobile, storico e storiografo italiano († 1780)
- 16 luglio - Marc René de Montalembert, generale, architetto e scrittore francese († 1800)
- 17 luglio - Alexander Gottlieb Baumgarten, filosofo tedesco († 1762)
- 21 luglio - Natal'ja Alekseevna Romanova, principessa russa († 1728)

## Agosto(12)
- 1º agosto - Richard Wilson, pittore gallese († 1782)
- 5 agosto - Marino Francesco I Caracciolo, VII principe di Avellino, principe italiano († 1781)
- 6 agosto - Baldassarre Oltrocchi, presbitero, bibliotecario e bibliografo italiano († 1797)
- 14 agosto - Gaetano Cottone, principe di Castelnuovo, nobile e politico italiano († 1803)
- 14 agosto - Claude Joseph Vernet, pittore e incisore francese († 1789)
- 15 agosto - Philip Stanhope, II conte di Stanhope, nobile inglese († 1786)
- 18 agosto - Carolina d'Assia-Rheinfels-Rotenburg, principessa († 1741)
- 21 agosto - Antonio Giuseppe Sartori, architetto italiano († 1792)
- 27 agosto - Gothards Frīdrihs Stenders, scrittore lettone († 1796)
- 28 agosto - Antonio Ulrico di Brunswick-Lüneburg, nobile († 1774)
- 28 agosto - Jean-Baptiste Descamps, scrittore e pittore francese († 1791)
- 29 agosto - Federica Luisa di Prussia († 1784)

## Settembre(10)
- 6 settembre - Robert Whytt, medico scozzese († 1776)
- 10 settembre - Gottlieb Friedrich Bach, pittore e organista tedesco († 1785)
- 10 settembre - Mario Compagnoni Marefoschi, cardinale e letterato italiano († 1780)
- 10 settembre - Niccolò Jommelli, compositore italiano († 1774)
- 17 settembre - Gottlieb Wilhelm Rabener, scrittore e poeta tedesco († 1771)
- 17 settembre - Gennaro Antonio de Simone, cardinale e vescovo cattolico italiano († 1780)
- 23 settembre - Eugenio Giovanni Francesco di Savoia-Soissons, nobile († 1734)
- 24 settembre - Alaungpaya, sovrano birmano († 1760)
- 25 settembre - Joseph de Bauffremont, ammiraglio francese († 1781)
- 30 settembre - Étienne Bonnot de Condillac, filosofo, enciclopedista e economista francese († 1780)

## Ottobre(5)
- 16 ottobre - Giovanni Arduino, geologo italiano († 1795)
- 20 ottobre - Cristoforo Migazzi, cardinale e arcivescovo cattolico italiano († 1803)
- 25 ottobre - James Burnett, Lord Monboddo, magistrato, linguista e filosofo scozzese († 1799)
- 26 ottobre - Johann Friedrich Karl von Alvensleben, giurista tedesco († 1795)
- 26 ottobre - Maria Vittoria d'Arenberg, nobile belga († 1793)

## Novembre(5)
- 4 novembre - John Boyle, III conte di Glasgow, nobile scozzese († 1775)
- 8 novembre - Natale Saliceti, medico italiano († 1789)
- 19 novembre - Enrico Albrici, pittore italiano († 1773)
- 23 novembre - Pierre Gédéon de Nolivos, generale e politico francese († 1794)
- 26 novembre - Pierre-François Brice, artista francese († 1794)

## Dicembre(7)
- 13 dicembre - Gregorio Guglielmi, pittore italiano († 1773)
- 16 dicembre - George Whitefield, predicatore inglese († 1770)
- 18 dicembre - Francisco Javier Delgado Venegas, cardinale e patriarca cattolico spagnolo († 1781)
- 18 dicembre - Nicola I Esterházy, principe, musicista e mecenate ungherese († 1790)
- 18 dicembre - Filippina Elisabetta di Borbone-Orléans, nobile francese († 1734)
- 19 dicembre - Hugh Percy, I duca di Northumberland, nobile e politico inglese († 1786)
- 23 dicembre - Ranieri de' Calzabigi, poeta e librettista italiano († 1795)

## Senza giorno specificato(27)
- Leopold August Abel, pittore e violinista tedesco († 1794)
- Susannah Maria Arne, cantante e attrice teatrale inglese († 1766)
- Peregrine Bertie, III duca di Ancaster e Kesteven, nobile e militare britannico († 1778)
- Antonio Besozzi, compositore e oboista italiano († 1781)
- Giovanni Bettoli, architetto italiano († 1781)
- Emanuel Bowen, cartografo, editore e incisore gallese († 1767)
- Pierre-François Cozette, pittore e disegnatore francese († 1801)
- Konstantinos Dapontes, scrittore greco († 1784)
- Steva De Franchi, nobile e poeta italiano († 1785)
- Philipp Conrad Fabricius, medico e botanico tedesco († 1774)
- Federico Ferrario, pittore italiano († 1802)
- Étienne Fessard, incisore francese († 1774)
- Simon Harcourt, I conte Harcourt, diplomatico inglese († 1777)
- Jan Jozef Horemans il Giovane, pittore fiammingo († 1792)
- Thomas Howard, II conte di Effingham, nobile e militare britannico († 1763)
- Solimano II di Persia, sovrano persiano († 1763)
- Giuseppe Montucci, ingegnere e cartografo italiano († 1767)
- Giuseppe Romei, pittore italiano († 1785)
- Giovanni Sarnelli, pittore italiano († 1793)
- William Shenstone, poeta britannico († 1763)
- Johann Joachim Spalding, teologo tedesco († 1804)
- Benedetto Stay, presbitero, latinista e poeta italiano († 1801)
- Robert Taylor, architetto inglese († 1788)
- John Wallis, storico e botanico inglese († 1793)
- Claude Yvon, abate, teologo e enciclopedista francese († 1789)
- Fernando de Silva y Alvarez de Toledo, XII duca d'Alba, generale e diplomatico spagnolo († 1776)
- Angélique du Coudray, divulgatrice scientifica e scrittrice francese († 1789)